# Kaspar Bonnén
Kaspar Kaum Bonnén (født 30. august 1968 i København) er en dansk billedkunstner.
Han begyndte på  Det Kongelige Danske Kunstakademi i 1993 og fik afgang i 1999. Han har lavet en del samarbejde med kunstnerne Tal R og Fos. Han har også udgivet flere digtsamlinger på Borgen.
Hans billeder hænger på ARoS Aarhus Kunstmuseum (Aarhus), Statens Museum for Kunst (København), Arken (Ishøj) og Sammlung Essl (Klosterneburg, Østrig).
Desuden har han malet nogle af de malerier, der hænger i Operaen på Holmen.

## Udgivelser
- Vælg alt (digte, Gyldendal, 1997)
- Det nye kvarter (digte og tekster, Borgens Forlag, 1999)
- Træning – øvelser for rum (digte, Borgens Forlag, 2000)
- Inventarium (digte, 2001)
- Arkitektur & andre værelser vi kan bygge sammen (tekster, Borgens Forlag, 2005)
- Skabelser (digte, tekster, 2010)
- ind til min mor (roman, Forlaget Vandkunsten, 2016)